# Michele Ruella
Michele Ruella (Torino, 7 gennaio 1920 – Pietra Ligure, 13 settembre 1982) è stato un calciatore italiano, di ruolo centrocampista.

## Caratteristiche tecniche
Era un mediano.

## Carriera
Esordisce in Serie A il 24 aprile del 1938 in Torino-Napoli (0-0).
Vanta un'ottantina di presenze in B tra Pro Vercelli e Biellese.

## Palmarès

### Club

#### Competizioni nazionali
- Serie C: 2

Cuneo: 1941-1942
Biellese: 1942-1943